# Королевский монетный двор Таиланда
Королевский монетный двор Таиланда (тайск. พระบรมมหาราชวัง) — таиландское государственное предприятие, было учреждено в 1860 году. Первоначально находилось в палатах Большого дворца в Бангкоке. В 1875 году данная структура была перенесена из-за нехватки производственного места в здание, которое сейчас занимает музей Ват Пхракэу. В 1902 году двор вновь переводят — на улицу Чао Фа, в здание, где ныне находится Национальная галерея. В новом здании двор смог увеличить объём чеканки до уровня более 40 млн монет ежегодно. В 1930 году из-за экономического кризиса производство монет значительно снизилось. Также этому способствовало ведение на тайской территории монет, отчеканенных за рубежом. Восстановить прежнюю деятельность двора удалось лишь в 1933 году.
В 1972 году монетный двор переехал на улицу Падипат. В Патхумтхани (загородной части Бангкока) двор обосновался в 2002 году, для того, чтобы не загрязнять производственными выбросами окружающую среду многонаселенного Бангкока.
Двор подведомствен казначейству при Министерстве финансов Таиланда.
Монетный двор производит циркуляционные монеты из жёлтого сплава, никеля, а также биметаллические и памятные монеты, посвящённые значимым событиям Таиланда.